# 에지우드 생화학센터
엣지우드 생화학 센터(Edgewood Chemical Biological Center (ECBC))는 미국 육군의 생물학, 화학 연구소이다.
ECBC 풀타임 근로자들은 미국의 세 곳의 다른 장소에 배치되어 있다.

## 대한민국
2004년 노무현 정부 당시, 주한미군 ‘10대 임무’를 한국군에 전환하는 계획에 따라, 후방지역 화생방 제독(오염처리) 임무를 한국군에 이양하면서, 대구에 주둔하고 있던 주한미군 제23화학대대를 미국으로 철수했다. 박근혜 정부 시절인 2013년 4월, 의정부 캠프 스탠리에 제23화학대대를 재배치했다.
미국 육군 소속의 엣지우드 화학생물학 센터는 2013년부터 본격적으로 JUPITR 프로그램을 주한 미군에 정착시키며 생화학전 대응 강화를 준비하고 있다. 주한미군은 2013년 6월부터 JUPITR 프로그램을 위해 서울 용산, 경기 오산, 평택 등 3곳에 연구소와 병원 등 관련 시설을 설치했다.
2015년 4월 29일 미국 메릴랜드주 에지우드화생연구소에서 발송된 탄저균 표본(1 ml)과 페스트균 표본(1 ml)이 오산공군기지에 반입돼 실험에 사용되었다.
한국, 북한, 미국은 모두 생물무기금지협약의 가입국이지만, 상대방이 생물학 무기를 보유하고 있으며, 자국은 생물학 무기를 보유하지 않고 있다고 주장하고 있다.

## 같이 보기
- 미육군전염병연구소